# Deroxena conioleuca
Deroxena conioleuca är en fjärilsart som beskrevs av Edward Meyrick 1926. Deroxena conioleuca ingår i släktet Deroxena och familjen stävmalar. Inga underarter finns listade i Catalogue of Life.